# Litsea biflora
Litsea biflora är en lagerväxtart som beskrevs av Hung Pin Tsui. Litsea biflora ingår i släktet Litsea och familjen lagerväxter. Inga underarter finns listade i Catalogue of Life.